# 世界の終わりの世界録
『世界の終わりの世界録』（せかいのおわりのアンコール）は、細音啓による日本のライトノベル。イラストはふゆの春秋。MF文庫J（KADOKAWA）より2014年7月から2017年5月まで刊行された。2024年12月時点でシリーズ累計部数は110万部を突破している。作者の前シリーズに続き、オリジナルの架空言語（セラフェノ音語の派生形）が用いられている。
メディアミックスとして、「プロジェクト・アンコール」と題しコミカライズ、ドラマCD化、コラボCD化が行われた。

## あらすじ
世界を滅亡の危機に追いやった終焉戦争が英勇エルラインと三大姫の4人によって鎮められてから300年。エルラインの遺した「世界録」（アンコール）を求めて世界中の旅団が冒険をする時代。
聖フィオラ旅学園に通う少年・レン=E・マクスウェルは、英勇エルラインの生き写しといわれる容姿をしていた。レンにはエルラインのような人間離れした力はなく、剣の才能も同年代と比べて劣るので、見た目が似ているだけの『偽英勇』という不名誉な呼び名で呼ばれていた。
そんなレンはある日、300年前に戦死したとされていた三大姫の一人、竜姫キリシェに出会う。キリシェはエルラインが遺した世界録は三大姫のために遺されたものだと考え、同じく三大姫の一人であったレンの先輩である大天使フィアと共に世界録を探しに行くという。2人に誘われたレンは実力が足りないことから同行するかどうか悩んでいたが、キリシェから「弱ければ仲間を守るよう強くなれ」と言われ、彼女らを守れるよう強くなることを決心し、旅に同行することを決めた。
道中で三大姫の最後の一人である元魔王エリーゼを仲間に加え、まさに伝説の再来となった旅団は、世界録を求め旅を続ける。

## 登場人物
「声」はドラマCDで演じる声優。

### 主要人物
レン＝E・マクスウェル[Ren]
声 - 内田雄馬
本作の主人公。聖フィオラ旅学園に通う騎士志望の少年。伝説の英勇エルラインの生き写しと言われるほどそっくりだが、剣才がなかったため「偽英勇」と蔑まれている。妹がいる。
エルラインに子孫はいなかったが、レンの十一代前の先祖がちょうどエルラインと血の繋がりがある。容姿と合わせてこのことが彼を偽英勇と呼ばれるのを後押ししている。
本人は優秀で日々努力しているが、比較対象がエルラインや同期のトップたちなのでいつも不当な評価を受けている。
300年前の封印から解放されたキリシェと出会うことによって先輩のフィアとキリシェが伝説の三大姫本人と知り、一緒に世界録を探す旅に出ることにした。
道中で世界で一人しかいないと思われていた精霊を使役する古代詠唱士（エイシェンター）の素質を開花させた。
エルライン＝E・マクスウェル
300年前、世界滅亡の危機となった「終焉戦争」を三大姫と共に鎮め、歴史上ただ一人「英勇」の称号を与えられた史上最強の剣士。
人間としては規格外の力を持ち、三界の高位存在である天界の天使、冥界の悪魔、地上の竜の抗争をたった一人で止めた。何百戦と激戦を繰り広げ無敗を誇ったことから「剣帝」とも呼ばれる。
終焉戦争後は一人で世界各地を旅していたが、旅の始めから五年後に26歳で病死した。
キリシェ[Kyelse]
声 - 洲崎綾
かつてエルラインと共に世界を救った全ての竜を束ねる竜姫。人間年齢で16歳。
終焉戦争後は封印されており、戦争が終結した300年後に自力で封印を突破した。
天銀竜という種族に生まれ、生まれた時からあらゆる竜より強かったので竜を束ねる竜姫になった。姉妹の契りを結んだカルラという妹がいる。
発した言葉が世界に干渉し具現化する言霊（ちからあることば）や息吹（ブレス）などの竜としての力を使い戦う。
作る食事が壊滅的で、あのエルラインも耐えられずこっそり捨てていた。
フィア[Fear]
声 - 巽悠衣子
かつてエルラインと共に世界を救った最強の大天使。
序列第二位、天界きっての戦闘狂。学園ではフィア・ネスフェリアと名乗っていたが、本名かどうかは不明。
終焉戦争後傷を癒していたが、治癒が一段落した時地上にエルラインそっくりの少年が現れたため興味を持ち、観察するため聖フィオラ旅学園に潜入していた。
戦闘スタイルは素手。昔は弓を使っていたが、拳で殴ったほうが強いと気がつきそれからは使っていない。天使特有の法術も得意としている。
エリーゼ[Elise]
声 - 西明日香
かつてエルラインと共に世界を救った冥界の先代魔王。
本名はエリゼリス・ディ・マリアブレイズ。かつては魔皇姫と呼ばれ、五大災という配下を従えその強大な瘴気で冥界を覆い支配していたが、終焉戦争で致命的なダメージを受けたため転生し現在は10歳相応の姿となっている。
エリーゼが急にいなくなってしまったため、魔王の座は彼女の弟が継いだ。
悪魔の特有の法術を得意としている。
武器は巨大な黒い槍『冥鎗マリアブレイズ』。

### 地上
聖フィオラ旅学園
イーベルト
レンのクラスメイト。実技は学園で10指に入る実力の持ち主。騎士（マスター）専攻の少年。
シュン
レンのクラスメイト。実技、筆記共に優秀。法術士（アリア）専攻の少年。
彌音（ミオン）
レンのクラスメイト。療法士（ヒーラー）専攻の少女。
覇都エルメキア
王立七十二階位特務騎士団（エルメキア・ダスク）
ゼルブライト
序列第一位の騎士王。短く刈り上げた灰色の短髪で筋骨隆々の長身の男。剣聖シオンと並んで現代最強の騎士といわれている。
両手剣（ツーハンデット）を使い、その一振りは精霊の力を借りた剣よりも強くソニックブームをも巻き起こす。
何もしなくても人間離れした力、速さ、レンの死に物狂いで鍛えた技巧をすぐさま対応する器用さを持っている生まれながらにして最強の剣士。
後に除籍される。
王蛾（おうが）
序列第二位の青年。白の長髪を1つに束ねている。刺突剣（レイピア）を使い、『邪剣士』の異名を持つ。外部に公表されているのは序列と名前だけ。
虚構精霊（エイドス）に懐かれており、指示が可能だが虚構精霊に対して興味がない。
カサディン
序列第三位の褐色の肌の男性。片手半剣（バスタードソード）と暗器を織り交ぜながら戦う騎士。『外法騎士』の異名を持つ。
『終焉の地』を開放するのに必要な女神法印を奪うべく、天界に攻め込んだ。
ナーフレス
序列第四位の白髪の老人。『狂刃』の異名を持つ騎士団唯一の覇都研究機関からの派遣員。
後に除籍される。
聖地カナン
カナン巡礼聖教船
エリエス・シア・凛・ケール
精霊の声を聞き、現代の古代詠唱士（エイシェンター）となった聖女。普段は大聖堂で祈りを捧げている。
風と水の始原精霊を従えている。
ネビリム
エリエスの側近の女性。年齢は20代半ば。
最高幹部である一等星の位を持つ。
タイラス
武闘家（フルタイプ）の剃髪の戦士。カナン巡礼聖教船では珍しい男性の幹部。
プルミエール
見習い法術士（アリア）の少女。竜の渓谷の近道である遺跡でレン達と出会う。
イスカセル地下神殿で見た土の始原精霊が初めて見た精霊。
精霊の調べ
シオン
騎士（マスター）の最高位「剣聖」の階級を持つ男。騎士王ゼルブライトと並び現代最強の騎士と呼ばれる。
精霊の声は聞こえないが、精霊の怯えなどは感じることができる。
2本の精霊剣を所持している。
2体の精霊に愛されている。
ガブリエ
法術士（アリア）の最高位「求道者」の階級を持つ男。片眼鏡をかけている。
夏蕾（カレイ）
結界士（エンチャンター）の最高位「大巫女」の階級を15歳で取得した天才少女。

### 竜の渓谷 リ・インファリエル
カルラ
キリシェと姉妹の契りを交わした特異個体である霊王竜。キリシェの妹。キリシェが不在の間竜の渓谷を統治している。
霊王竜が竜姫となるのが掟だったがキリシェが余りにも強かったため、竜姫ではなく竜帝の称号が与えられた。

### 天界 シオ・シャルニエ・ルー
レスフレーゼ
天界の序列第一位の女神。密色の短髪の幼い姿をした天使。
天使の中で一番長生きだが、見た目はエリーゼと同じか、1、2歳年上。蒼穹色と熾天色の目をしたオッドアイ。
天界の熾天の園からめったに出ず、普段は面目を保つためカーテンで姿を隠し声を反響させ裏声で喋り幼いのをごまかしている。
レンに女神法印を授けた。
七曜の天使（しちようのてんし）
女神レスフレーゼ直属の部下。天界の摂理を司る天使達。
月のミュナ・火のシュラト・水の瑚南（コナ）・木のヨハン・金のフレディオール・土のルイ・日のピィエレの七人。

### 冥界 ヴェナ・アスラ・ドール
ヴェルサレム
エリーゼの弟。牙や角が生えており、文字通り魔王という見た目をしている。
魔王の貫禄はあるようだが、姉のエリーゼには頭が上がらない。
『悪魔法印』を所持しており、レンとの勝負に勝ったあかつきには、エリーゼの夫になるように言う。
死戦の鴉（モリガン）という双頭の鴉を使い魔にしている。
五大災
元魔王候補。エリーゼが全員倒し配下にした。現魔王よりも強い。
アシェンディア
声 - 植田佳奈
炎の将魔。現魔王に反旗を翻し地上のガリア大炎山に現れた最上級悪魔。
かつて、エリーゼが自分を庇ったことにより、彼女が転生したことを根に持っており、エリーゼが魔界の女王に再びつくことを挑んでいる。
冥界では美食家で通っており、フィア同様、酒豪である。
魅亜（ミア）
波の将魔。禁術により生まれた悪魔と竜の混血種（バスタード）。そのため、性別の概念がなく、中性的な姿をしている。強靭な耐久性と無類の回復力を兼ね備えている。
謎の敵である光の発光体との戦闘後、それを追いカナン大聖堂の『祈りの間』まで追ってきた。そこでレンとエリエスと戦闘になる。
ルルフォニカ
氷の将魔。青髪赤眼の女性。愛称は「ルル」。普段は魔王宮の家政婦長（ハウスキーパー）をしている。魔王宮についてのことはほとんど把握している。
古参悪魔であり、歴代魔王の相談役も務めている。初代魔王。
バオ
呪の将魔。白黒の仮面をつけ藁のような外套で体を覆っている大柄な悪魔。
人前に出るのはエルラインの魔王宮襲撃以来。
いまだ地上へ出たことはないため人間には知られていない。意志の疎通は不可能に見えるがエリーゼやアシェンディアは会話できる様子。
エリーゼ曰く、魔王の座をかけて戦う魔王載冠の儀において不可侵の結界をこえていつのまにか現れていたという。正体は呪詛の追及の果てに自らを強大な呪いそのものにした狂気の悪魔。
三頭の冥犬（ケルベロス）
かつて冥界で最も恐れられていた三つの頭を持つ伝説の魔獣。エリーゼと主従契約を結んでいる。
影を自分の体から分離させ動かすことができる。攻撃しても分裂して増殖するという厄介な能力があるが、影ゆえに他の物体に影響を与えることはない。

### 沈黙機関
ミスティ
旅団の一つ『黄金の夜明け（ヴィーナス・ライト）』に潜んでいた沈黙機関の少女。竜、悪魔、天使を敵視しているが、人間は好んでいるらしく自分の正体を自分の所属する旅団の団長であるダンに知られることを恐れている。
フィオラ
ミスティやイシスの沈黙機関から姫と呼ばれている存在。かつて三大姫と剣帝エルラインとの戦いの末封印されていた。キリシェが封印から目覚めたことにより封印から目覚めていた。

### その他
碑文の三賢者
レスディン
男性の声がする赤色の文字が浮かぶ石碑。神性都市シィエラミリス第Ⅰ区劃所属。研究分野は天使。
ギスレム
しゃがれた老人の声がする青色の文字が浮かぶ石碑。神性都市シィエラミリス第Ⅱ区劃所属。研究分野は悪魔。
蜷（ニーナ）
女性の声がする緑色の文字が浮かぶ石碑。神性都市シィエラミリス第Ⅲ区劃所属。研究分野は竜。

## 用語
英勇
英雄よりも勇者よりも偉大な功績を残した者に与えられる称号。いまだ歴史上で剣帝エルライン以外に与えられた者はいない。
世界録を見つけた者にその二代目の栄誉を与えられると国家間で決められている。
世界録（アンコール）
英勇エルラインが残した手記。世界中を旅したエルラインの旅の記録。
世界録にはいまだ未発見の聖域などが記されているといわれているので、これを手にした者はそれを利用し様々なことができる。
終焉戦争
300年前、世界がなにかによって滅亡の危機に晒された。が、それがなんだったのかは記録されていない。
剣帝エルラインと三大姫によって鎮められた。
旅団（パーティ）
世界録の捜索を目的として結成された武装した旅行者の一団。個人から始まったものから国家規模のものまで大小様々な規模がある。徊獣の討伐、遺跡の探索、聖域の踏破など様々なことを行う。
旅団の構成技能
騎士（マスター）
剣や斧などの近接武器を使用して戦う技能。近接で戦うリスクがありながら要所で冷静な判断が必要なため、旅団の主力（マスター）と呼ばれる。
法術士（アリア）
悪魔特有の法術を解析し、人間用として転用した法術を扱う技能。
精霊使い（スピリット）
精霊の力を宿した道具である精霊具を使い法術を扱う技能。
武闘家（フルタイプ）
自らの肉体と技のみで戦う技能。強くなるには非常に多くの素質と修練を必要とするので全能（フルタイプ）と呼ばれる。
結界士（エンチャンター）
天使特有の法術を解析し、人間用として転用した法術を扱う技能。
療法士（ヒーラー）
法術、医学などの知識を用いて仲間の傷を癒す技能。
狩人（ハンター）
徊獣など有害な獣に対するための技能。攻撃は後方支援などがメイン。
捜索士（シーフ）
遺跡の探索ではかかせない技能。遺跡を分析し罠や通路を見つける。
聖フィオラ旅学園
旅団の一員となるための技能を磨くことができる学園。学園を中心に都市が広がっている。
凱旋都市エンジュ
エルラインが天使と悪魔の争いを鎮めて凱旋した都市。彼の剣である霊剣ヴィエルジュがいまでも飾ってある。
覇都エルメキア
様々な研究が盛んな国。王立七十二階位特務騎士団（エルメキア・ダスク）の本拠地。
古代城イスタルシルの本城に王族が暮らしている。
王立七十二階位特務騎士団（エルメキア・ダスク）
覇都エルメキア公認の旅団。古代城イスタルシルの支城を拠点に騎士王ゼルブライトをトップとした720人のメンバーが所属している。
全メンバーのうち72人だけが主力となるため、序列争いが激しい。
聖地カナン
精霊信仰の地。精霊信仰の発祥の地であるため教会が多く、現代で唯一の古代詠唱者（エイシェンター）の聖女エリエスがいる。
カナン巡礼聖教船
世界的に有名な旅団。女性が多い。
審門（ゲート）
竜の渓谷、天界、冥界などの秘境に繋がる扉。失われた技術（オーパーツ）の一つ。
竜の渓谷
一定の実力がある旅団のみ知ることが出来る秘境。竜という竜が何故この場所に集まっているのかは謎に包まれている。
天界
はるか雲の上にある秘境。審門を通らなければたどり着けないが、その審門も天使に隠されていて見えない。天使特有の術によって地上からは見えない。
冥界
はるか地中深くにある秘境。審門は見つけやすいが、あまりに過酷な環境なためほとんどの者は留まることもできない。
精霊
完全なる霊的波動存在。その言葉を聞くには特別な素質が必要となる。
古代詠唱士（エイシェンター）
古代にいた精霊の声を聞き、精霊を使役する詠唱士のこと。現代には聖女エリエスしかいない。
隠者の小部屋『忘却の書斎』
はるか古代に存在した神性都市シィエラミリスの生き残りである碑文の三賢者の思念体がいる空間。
3つの石碑があり、それぞれに3人の意志が宿っている。
光り輝く者たち
神性都市シィエラミリスが古代詠唱術研究の栄華を極めた時に現れた謎の存在。
古代詠唱術に関する研究を片っ端から破壊し、シィエラミリスを壊滅させ歴史上から消え去った原因。
エルラインと三大姫が鎮めた終焉戦争の敵の正体は光り輝く者たちと碑文の三賢者は考えている。
現在でも活動しており、その活動は過去の遺跡や門を破壊するなどして情報を抹消している。そのため、現代では沈黙機関と呼ばれる。
終焉戦争では一切沈黙しているかのごとく言葉すら発さないと思われていたが、その正体は精霊と似て非なる者で、彼らの言葉を聞くには精霊と話す特殊な才能を持たなければならない。しかし、その言葉の切り替えは意図してるらしく、彼らの一員であるミスティは人間に紛れていた。
虚構精霊（エイドス）
碑文の三賢者が考案し、エルメキア・ダスクが作り上げた人工精霊。普段は透明で、空間の揺らぎからかろうじて視認できる。
碑文の三賢者がレンに見せた完全体虚構精霊は4メートル近くある巨体で2対の漆黒の翼、後頭部に2本の触覚、頭には強固な装甲、上半身は人間の女性のような形で下半身は竜の尾のようになっている異形の者だった。
完全体の虚構精霊は赤紫色の法術反射特性を持つ反の虚構精霊、黄金色の物理反射特性を持つ拒の虚構精霊、蒼碧色の受けたダメージをなかったことにする非の虚構精霊に分裂することができ、防御不可能な呪詛で攻撃を行う。

## 既刊一覧

### 小説
- 細音啓（著）・ふゆの春秋（イラスト） 『世界の終わりの世界録』 KADOKAWA〈MF文庫J〉、全10巻
  1. 「再来の騎士」2014年7月31日初版第一刷発行（7月25日発売[30]）、ISBN 978-4-04-066922-9
  2. 「極光の竜帝」2014年10月31日初版第一刷発行（10月24日発売[31]）、ISBN 978-4-04-067125-3
  3. 「熾天の女神」2015年2月28日初版第一刷発行（2月25日発売[32]）、ISBN 978-4-04-067404-9
  4. 「異端の覇王」2015年6月28日初版第一刷発行（6月25日発売[33]）、ISBN 978-4-04-067691-3
  5. 「降魔の大皇」2015年10月31日初版第一刷発行（10月23日発売[34]）、ISBN 978-4-04-067942-6
  6. 「終焉の精霊」2016年2月29日初版第一刷発行（2月25日発売[35]）、ISBN 978-4-04-068113-9
  7. 「神代の暴君」2016年5月31日初版第一刷発行（5月25日発売[36]）、ISBN 978-4-04-068342-3
  8. 「慟哭の神霊」2016年9月30日初版第一刷発行（9月23日発売[37]）、ISBN 978-4-04-068633-2
  9. 「絶望の始祖」2017年1月25日初版第一刷発行（同日発売[38]）、ISBN 978-4-04-069012-4
  10. 「再来の英勇」2017年5月25日初版第一刷発行（同日発売[39]）、ISBN 978-4-04-069237-1

### 漫画
『月刊コミックアライブ』2015年12月号より連載。作画は雨水龍。
- 細音啓（原作）・ふゆの春秋（キャラクター原案）・雨水龍（作画） 『世界の終わりの世界録』 KADOKAWA〈MFコミックス アライブシリーズ〉、既刊12巻（2024年12月23日現在）
  1. 2016年3月23日発売[40]、ISBN 978-4-04-068224-2
  2. 2016年9月23日発売[41]、ISBN 978-4-04-068546-5
  3. 2017年6月23日発売[42]、ISBN 978-4-04-069048-3
  4. 2018年3月23日発売[43]、ISBN 978-4-04-069579-2
  5. 2018年12月21日発売[44]、ISBN 978-4-04-065406-5
  6. 2019年11月22日発売[45]、ISBN 978-4-04-064242-0
  7. 2020年12月23日発売[46]、ISBN 978-4-04-064836-1
  8. 2021年10月21日発売[47]、ISBN 978-4-04-680940-7
  9. 2022年7月23日発売[48]、ISBN 978-4-04-681567-5
  10. 2023年3月23日発売[49]、ISBN 978-4-04-682246-8
  11. 2024年1月23日発売[50]、ISBN 978-4-04-683091-3
  12. 2024年12月23日発売[2]、ISBN 978-4-04-684308-1

## 関連商品
- 少年騎士と3人の少女の英雄詩（2015年9月16日、Dragon Guardian作、ゲストVocal：原田ひとみ、青葉りんご、野宮あゆみ）
- 世界の終わりの世界録 ドラマCD 青の妖精と銀世界の剣士（2015年10月23日）